# Mykoła Haman
Mykoła Anatolijowycz Haman, ukr. Микола Анатолійович Гаман, ros. Николай Анатольевич Гаман, Nikołaj Anatoljewicz Gaman (ur. 18 stycznia 1964 w Nikopolu, Ukraińska SRR) – ukraiński piłkarz, grający na pozycji obrońcy, trener piłkarski.

## Kariera piłkarska
Występował w drużynach amatorskich. Jedynie w 1982 bronił barw drugoligowej Zirki Kirowohrad.

## Kariera trenerska
Po zakończeniu kariery piłkarza rozpoczął pracę szkoleniowca. Najpierw przez wiele lat pracował w Szkole Sportowej Kołos Nikopol. W lipcu 1999 został mianowany na stanowisko głównego trenera Metałurha Nikopol, który potem zmienił nazwę na Ełektrometałurh. W czerwcu 2002 po zakończeniu sezonu opuścił nikopolski klub. Potem pracował w Szkole Sportowej Ełektrometałurh Nikopol. Spośród jego wychowanków mistrz Igrzysk paraolimpijskich 2008 w Pekinie Kostiantyn Symaszko (w składzie reprezentacji Ukrainy w piłce siedmioosobowej).

## Sukcesy i odznaczenia

### Odznaczenia
- tytuł Zasłużonego Trenera Ukrainy[4]